# مونمون-توتو-مایت
مونمون-توتو-مایت (به انگلیسی: Mongmong-Toto-Maite, Guam) یک روستا در کشور گوآم است.

## خصوصیات
مونمون-توتو-مایت ۶٬۸۲۵ نفر جمعیت دارد.